# Francesco Virlinzi
Francesco Virlinzi (Catania, 28 luglio 1959 – New York, 28 novembre 2000) è stato un produttore discografico italiano, fondatore dell'etichetta Cyclope Records.

## Biografia
Nato a Catania nel 1959 da nota famiglia di imprenditori di origine ennese, fin dall'infanzia manifestò vivo interesse verso il mondo artistico, fotografico e musicale in particolare. Soprannominato Checco dai più intimi, lavorò nella concessionaria di automobili di proprietà del padre Carmelo, posto che abbandonò ben presto per viaggiare ed entrare nel mondo della musica.
I suoi artisti e gruppi musicali preferiti erano Bruce Springsteen, Tracy Chapman, gli U2, Elvis Costello, i Rolling Stones e i R.E.M, che seguì nei loro tour a partire dal 1981. Virlinzi, che si recava ai concerti dei suoi artisti preferiti insieme ad un suo amico proprietario di un noto negozio di dischi della città etnea, conobbe personalmente Springsteen, nonché Bono Vox e Michael Stipe.
Nel 1986, assieme ad alcuni amici fondò una band amatoriale dal nome Sansone e i Filistei, di cui lo stesso Virlinzi è stato chitarrista. La band fu attiva fino al 1989, e successivamente, nel 1990, fondò a Catania l'etichetta discografica indipendente Cyclope Records. La prima a credere nel progetto di questa etichetta siciliana fu la madre, Maria Midulla. L'etichetta di Virlinzi avrà, tra gli altri, il merito di lanciare sulla scena musicale italiana fenomeni come Carmen Consoli, Mario Venuti, Flor, Brando, Nuovi Briganti, Amerigo Verardi, Teclo, Moltheni.
Dotato di una particolare sensibilità artistica, fu tra i primi a credere in un riscatto della città etnea che partisse dalla musica, che con la sua iniziativa negli anni novanta fu appellata dalle riviste Rolling Stone e Billboard come la "Seattle d'Italia".
Sposatosi nel 1997 con l'ex ginnasta olimpionica e ballerina Maria Cocuzza, da cui ebbe un figlio (nato nel 1999), è deceduto prematuramente all'età di 41 anni, a New York, al Manhattan Center Hospital, dove era ricoverato perché affetto da un male incurabile. In segno di lutto per la sua scomparsa il sito della Cyclope records fu oscurato per una settimana, e poco dopo l'etichetta cessò di esistere.